# Metical
Metical er valutaen i Mozambique i Afrika. Valutakoden er MZM. 1 metical (i flertalsform meticais) = 100 centavos. Valutaen blev indført i 2006 og erstattede den tidligere metical, som i sin tur i 1980 erstattede den portugisiske escudon og har fået sit navn efter det arabiske ord mitqal for vigtighed. 
| Artikelstump | Spire Denne artikel om penge eller valuta er en spire som bør udbygges. Du er velkommen til at hjælpe Wikipedia ved at udvide den. |